# Língua mukha dora
A língua Mukha Dora é um idioma dravidiano falado em areas tribais de Visakhapatnam, Srikakulam e Godavari em Andhra Pradesh, havendo falantes também dispersos em Orissa Advasi.

## Falantes
Os Mukha Dora são pouco mais de 40 mil, dos quais cerca de 30 milo falam essa língua. A maioria fala também o telugu e há também os que falam o Adivasi oriá. Como 2ª língua apresenta um índice de alfabetização de 34% a 42%. São em sua maioria hinduístas com sincretismo com sua religião tradicional.
A língua é também conhecida como Conta-Reddi, Mukha Dhora, Nooka Dora, Nuka-Dora, Reddi, Reddi-Dora e Riddi.

## Escrita
Recentemente, uma escrita própria para a língua foi desenvolvida pela professora S. Prasanna Sree da Universidade de Andhra, Visakhapatnam, Andhra Pradesh. Prasanna Sree desenvolveu escritas com base em escritas indianas já existentes para certos sons comuns a outras línguas locais, porém com diferentes conjuntos de caracteres para cada uma das línguas relacionadas, tais como o bagatha, o jatapu, o kolam, o konda-dora, o porja, o koya, ogadaba, o kupia, o kurru, Lambadi e outras.
- Possui 12 sons vogais com símbolos para vogais que, conforme a simbologia, podem ser isoladas (no início da sílaba) ou conjuntas: a aa e ee u uu ae aaae i o oo ou aum auh
- e 18 sons consonantais, que podem ser curtos ou longos (símbolos diferenciados): ka gha gna cha já ta da tha dha na pa bha ma ya ra la va sa ha